# Paepalanthus bulbosus
Paepalanthus bulbosus är en gräsväxtart som beskrevs av Silveira. Paepalanthus bulbosus ingår i släktet Paepalanthus och familjen Eriocaulaceae. Inga underarter finns listade i Catalogue of Life.